# NGC 1947
NGC 1947 (другие обозначения — ESO 85-87, AM 0526-634, IRAS05264-6347, PGC 17296) — галактика в созвездии Золотая Рыба, находится на расстоянии около 45 миллионов световых лет.
Этот объект входит в число перечисленных в оригинальной редакции «Нового общего каталога».
Галактика NGC 1947 входит в состав группы галактик NGC 1947. Помимо NGC 1947 в группу также входят NGC 1892 и NGC 2082.
Галактика имеет пылевую полосу. Звёздная составляющая NGC 1947 вращается вокруг малой оси галактики параллельно оси вращения газа.